# 본 도법

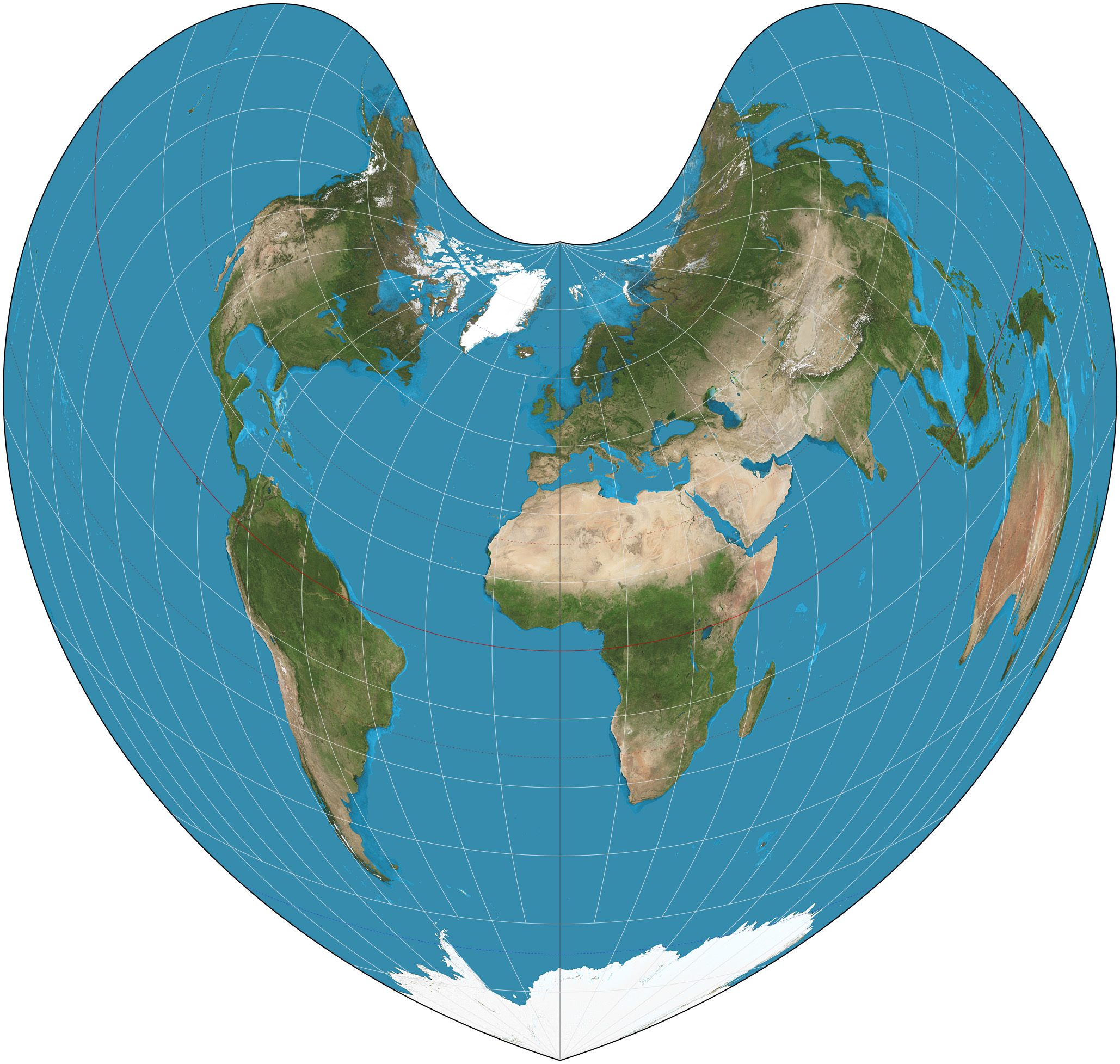
전 세계의 본 도법

본도법(Bonne 圖法)은 원추도법의 하나로 1752년 프랑스 사람 본이 고안한 것이다. 본도법의 위선은 모두 원호로 바른 길이를 나타내고 있으며, 경선은 중앙 경선을 제외하고는 모두 곡선이다. 길이는 중앙 경선상에서는 바르게 표시되어 있지만, 그 밖의 경선은 실제보다 과장되어 있다. 본도법으로 세계지도를 그리면 지도의 가장자리 쪽의 모양이 두드러지게 일그러지는 단점이 있으므로, 대개 대륙 지도나 지방 지도와 같이 지구상의 한정된 범위를 그리는 데 이용된다.